# César Milstein
César Milstein (Bahia Blanca, Argentina, 8. listopada 1927. – 24. ožujka 2002. Cambridge, Engleska) bio je britanski biokemičar rođen u Argentini, podrijetlom Židov. Milstein je 1984. godine podijelio Nobelovu nagradu za fiziologiju ili medicinu s Nielsom K. Jerneom i Georgesom J. F. Köhlerom.

## Životopis
César Milstein je rođen u argentinskom gradu Bahia Blanca. Diplomirao je biokemiju na Sveučilištu u Buenos Airesu.
Najveći dio svoje istraživačke karijere Milstein je posvetio proučavanju strukture antitijela i mehanizmu kojim dolazi do nastanaka velike raznovrsnosti među antitijelima.
Godine 1975. Milstein je, zajedno sa svojim kolegom Georgesom Köhlerom, razvio tehniku za proizvodnju monoklonalnih antitijela, za što su obojica nagrađeni Nobelovom nagradom. To otkriće otvorilo je vrata višestrukoj primjeni antitijela u mnogim granama znanosti i medicine. 
Milstein je preminuo 24. ožujka 2002. u Cambridgeu, u dobi od 74 godine.

## Vanjske poveznice
- Nobelova nagrada - autobiografija (engl.)